# USFS Brant
El USFS Brant fue un buque de patrulla pesquera estadounidense que operó en las aguas del Territorio de Alaska y frente a Washington, California y México. Formó parte de la flota de la Oficina de Pesca de los Estados Unidos (BOF) de 1926 a 1940. Luego sirvió como US FWS Brant (FWS 523) en la flota del Servicio de Pesca y Vida Silvestre de 1940 a 1953. Luego operó comercialmente hasta que se hundió en 1960.

## Hundimiento

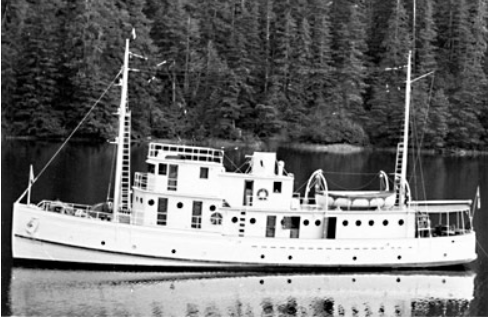
US FWS Brant en algún momento entre 1940 y 1953.

En la mañana del 8 de mayo de 1960, el Brant se dirigía a un lugar de estudio de exploración petrolera frente a Punta Concepción, California. Cuando su ingeniero de guardia revisó su sala de máquinas a las 06:30, todo parecía normal, pero poco después se desató un incendio en la sala de máquinas. La tripulación del Brant intentó apagar el fuego con una manguera contra incendios y al principio pareció estar controlándolo, pero el agua de mar de la manguera contra incendios detuvo la bomba contra incendios que impulsaba agua a través de la manguera.
Las campanas de ventilación del Brant en cubierta estaban orientadas hacia adelante y dirigían aire fresco a la sala de máquinas, avivando las llamas después de que fallara la bomba contra incendios. La tripulación se puso chalecos salvavidas y lanzó un esquife equipado con un motor fuera de borda en caso de que tuvieran que abandonar el barco. No pudieron detener al Brant, porque el fuego les hizo imposible alcanzar los controles del motor en la sala de máquinas en llamas, pero intentaron poner al Brant en un curso hacia la costa para que se encallara.
Finalmente, con el fuego nuevamente fuera de control y sin medios a bordo para combatirlo, el capitán del Brant temió que pudiera explotar y ordenó a su tripulación que abandonara el barco, y rápidamente saltaron por la borda. Con su motor aún en marcha, el Brant no tripulado comenzó a dar vueltas, poniendo en peligro a los hombres en el agua, aunque toda su tripulación de ocho fue rescatada por pequeñas embarcaciones en las cercanías y sobrevivió ilesa.
A las 08:33, el guardacostas estadounidense USCGC Cape Sable llegó al lugar y encontró al Brant en llamas y abandonado. Roció espuma contra incendios y cuatro chorros de agua de mar sobre el fuego y logró contenerlo, pero no extinguirlo. Finalmente, el Brant se detuvo al tapar la entrada de aire del motor principal. Se produjeron varias explosiones en la bodega de popa del Brant, donde se guardaban los tanques de oxígeno, y se hundió en el Océano Pacífico a 150 pies (46 m) de profundidad frente a Punta Concepción alrededor de las 14:00.
En el momento en que se hundió el Brant, su valor era de 40.000 dólares y el equipo de exploración petrolera perdido con él ascendía a 45.000 dólares. Un vehículo submarino operado a distancia identificó posteriormente su campo de escombros en el fondo del océano.